# Kaupanger stavkirke
Kaupanger stavkirke er en stavkirke i Kaupanger i Sogndal kommune, Norge. Bygningen tilhører menigheden, mens Fortidsminneforeningen forvalter kirken som turistmål. Adgang til stedet er via riksvei 5.
Navnet på kirken vidner om at den lå på en handelsplads, en kaupang, der en bymæssig bebyggelse vokset frem i middelalderen. Kaupangen lå sandsynligvis ved stranden nedenfor Kaupanger hovedgård og den omtales i Sverres saga årene 1183-1184. Før 1660 er kun ganske få skriftlige kilder om kirken.
I Historisk museum, Bergen, er der et antemensale (tre-tavle alterstykke) som stammer fra Kaupanger. Det er en dekoreret plade sammensat af stykker egetræ, der viser scener fra forskellige helgeners liv blandt andet Sankt Olav, Sankt Andreas og Sankt Nikolaus. Antemensalet stammet fra sidste del af 1200-tallet. To søjler med dekorerede cylinderkapitéler (antaget del af alteret i middelalderen), to dragehoveder og et dyrehovede blev i 1862 også overført til museet.

## Galleri
- Interiør med stave, prædikestol og alter
- Skibet med midtergang og stavrækker
- Staver, epitafium og lysåbninger
- Alter og kor
- Rosemalet interiør
- Hovedindgang og våbenhus
- Korafslutning